# 史紀常
史紀常（？—？）字曜五，江蘇宜興人。中华民国政治人物。

## 生平
1903年中癸卯科舉人。1909年任清朝奉天省遼陽州知州。1912年後，任北京政府國務院銓叙局僉事。1914年10月，出任奉天政務廳廳長，1915年11月辭職。1916年3月，任肅政廳肅政史，同年6月隨着機構裁撤而去職。1919年9月，任奉天遼瀋道道尹兼交涉員，任至1921年4月去職。

## 家庭
- 长子：史彭伯，曾任黑龙江省漠河县、河北省隆化县县长。
- 次子：史祖怡，留学日本，曾任锦州四明银行行长。[4]